# Гебремихаэль, Амануэль
Амануэль Гебремихаэль Арегвай (род. 5 февраля 1999, Гамбела, Эфиопия) — эфиопский футболист, выступающий на позиции нападающего в Сент-Джордже. Лучший бомбардир эфиопской Премьер лиги в сезоне 2018/2019.

## Клубная карьера
Родился 5 февраля 1999 года в Гамбеле, Эфиопия. В профессиональном футболе дебютировал в Мэкэле 70 Эндерта. Через год после присоединения к команде стал ведущим нападающим клуба, отметившись голом в ворота Хадии Хасанны, в следствии чего команда выиграла матч и поднялась в Премьер лигу Эфиопии. Также отметился важным голом в победном матче против Дыре-Дауа Сити, после чего команда впервые в истории выиграла Премьер лигу. Также отметился в международных клубных соревнованиях, забив два гола в ворота Кано Спорт из Экваториальной Гвинеи, но команда не прошла дальше по итогу двух матчей проиграв 2:3. С 2020 года выступает за Сент-Джордж.

## Карьера в сборной
За сборную дебютировал 5 декабря 2017 года в матче против сборной Южного Судана. Встреча закончилась уверенной победой 3:0. Первый свой гол забил в ворота сборной Джибути в 2019 году. Встреча закончилась победой 4:3. Всего за сборную провёл 27 матчей, из них 10 побед, 7 ничьих, и 10 поражений. Также с 2018 года представляет молодёжную сборную Эфиопии. Забил свой единственный гол в ворота Сборной Сомали по футболу. Встреча закончилась поражением 4:1.